# Urosaurus irregularis
Urosaurus irregularis là một loài thằn lằn trong họ Phrynosomatidae. Loài này được Fischer mô tả khoa học đầu tiên năm 1881.